# Bê tông tươi

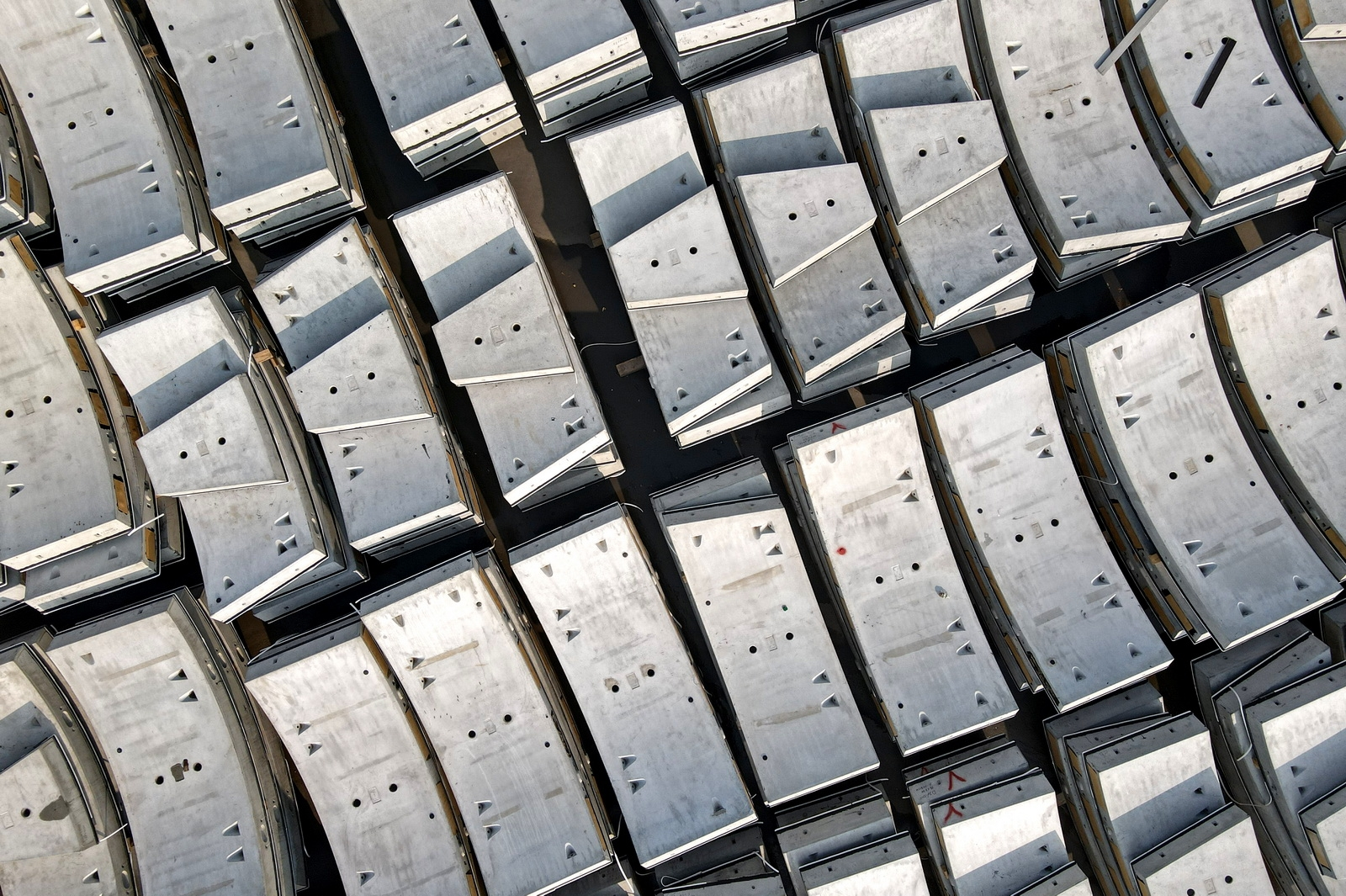
Bê tông tươi

Bê tông tươi là bê tông trộn sẵn, hay gọi là bê tông thương phẩm. Đây là một hỗn hợp gồm cốt liệu cát, đá, xi măng, nước và phụ gia theo những tỉ lệ tiêu chuẩn để có sản phẩm bê tông với từng đặc tính cường độ khác nhau.
Sản phẩm bê tông tươi được ứng dụng cho các công trình công nghiệp, cao tầng và cả các công trình nhà dân dụng với nhiều ưu điểm vượt trội so với việc trộn thủ công thông thường, do việc sản xuất tự động bằng máy móc và quản lý cốt liệu từ khâu đầu vào giúp kiểm soát chất lượng, hơn nữa rút ngắn thời gian thi công và mặt bằng tập trung vật liệu.
Trên thị trường hiện nay, có nhiều hãng cung cấp bê tông tươi tại nhiều khu vực khác nhau, tập trung phần lớn tại các thành phố lớn và vùng xây dựng phát triển.
Bê tông tươi được ứng dụng cho các công trình xây dựng và cả các công trình nhà dân dụng với nhiều ưu điểm vượt trội so với việc trộn bê tông thủ công thông thường. Bởi việc sản xuất tự động bằng máy móc và quản lý cốt liệu từ khâu đầu vào đã giúp bạn kiểm soát chất lượng. Đồng thời, bê tông tươi còn giúp rút ngắn thời gian thi công xây dựng và mặt bằng tập trung vật liệu.